# Bougainville Copper

Bougainville Copper Ltd (BCL) est la compagnie chargée de l'exploitation de la mine Panguna, la plus grande mine de cuivre à ciel ouvert du monde, située sur l'île Bougainville (Papouasie-Nouvelle-Guinée). Outre le cuivre, BCL s'occupe d'argent et d'or.
La mine de Panguna est fermée depuis 1989 à la suite de sabotages de l'Armée révolutionnaire de Bougainville, un mouvement séparatiste qui lutte pour l'indépendance de l'île.
Jusqu'à 2016 BCL était contrôlé par CRA Ltd, une firme australienne à son tour contrôlée par la firme britannique Rio Tinto Zinc. Le Rio Tinto Group détenait 53,6 % des actions de BCL; le gouvernement de Papouasie-Nouvelle-Guinée en détenait 19,1 % et les actionnaires européens de Bougainville Copper (ESBC) détiennent environ 6 %, le reste appartenant à des actionnaires privés. 95 % des actionnaires détiennent moins de 1 000 parts chacun, indiquant une grande quantité de très petits actionnaires (qui détiennent ensemble un quart du groupe). À partir de 2016 36,4 % des actions appartiennent au Gouvernement Autonome de Bougainville (ABG) et également 36,4 % au gouvernement de Papouasie-Nouvelle Guinée (PNG). En juin 2025, le gouvernement de Papouasie-Nouvelle Guinée cède l'intégralité de ses actions au Gouvernement Autonome de Bougainville.
BCL possède sept autres licences minières sur Bougainville, lesquelles demeurent sous moratoire.